# Kazan (empereur)
Pour les articles homonymes, voir Kazan (homonymie).
L'empereur Kazan (花山天皇, Kazan-tennō, 29 novembre 968 – 17 mars 1008) était le soixante-cinquième empereur du Japon, selon l'ordre traditionnel de la succession, et a régné de 984 à 986.

## Généalogie
Avant son avènement au Trône du chrysanthème, son nom personnel (son iminia) était Morosada-shinnō (守平親王).
Morosada-shinnō était le fils de l'empereur Reizei et donc le frère de l'empereur Sanjō.

### Épouses et concubines
- Fujiwara no Kishi (Tsuneko), fille de Fujiwara no Tamemitsu et d’une fille de Fujiwara no Atsutoshi ; entrée au palais en 984 ; épouse impériale (nyogo) en 984 ; morte en 985.

- Fujiwara no Shinshi, fille de Fujiwara no Asateru et d’une fille du prince Shigeakira ; entrée au palais en 984 ; épouse impériale en 984 ; quitte le palais en 985.

- Fujiwara no Shishi, fille de Fujiwara no Yoritada et de la princesse Genshi, entrée au palais 984 ; épouse impériale (nyogo) en 984 ; morte en 1035.

- Princesse Enshi, née en 972 et morte en 998, fille du prince Tamehira et d’une fille du prince Takaakira ; entrée au palais en 985 ; épouse impériale (nyogo) (plus tard mariée à Fujiwara no Sanesuke)

- Nakatsukasa, épouse de Taira no Suketada ; maîtresse de Kazan après son abdication ; dont il eut 3 enfants :
  - Princesse, morte en 1008
  - Princesse, adoptée par sa tante maternelle Hyobu no Myobu
  - Prince Kiyohito ; né en 998 après l’abdication de son père, Président du collège des Censeurs ; titré prince impérial 6e fils de l'empereur Reizei ; mort en 1030.

- Taira no Heishi, fille de Taira no Suketada et de Nakatsukasa; maîtresse de Kazan après son abdication; dont il eut 3 enfants :
  - Princesse, morte en 1008
  - Princesse, morte en 1008
  - Prince Akinari, né en 998 après l’abdication de son père ; naidaijin (Ministre du Centre) ; titré prince impérial 5e fils de l'empereur Reizei ; mort en 1035.

## Biographie

### Règne
Au commencement de son règne, les empereurs Reizei-in et En'yū-in portèrent tous les deux le titre de Daijō-tennō.
- Ère Eikan, le 27e de la 8e mois (984): En la quinzième année du règne de En'yū-tennō (円融天皇15年), l'empereur abdiquait; et la succession (la senso) a été reçue par son neveu, le fils aîné de l'empereur Reizei[4]. Bientôt ensuite, on dit que l'empereur Kazan, âgé de seulement 17 ans, a accédé au trône (le sokui)[5].

Deux ans plus tard, à la mort de son épouse Tsuneko, membre du clan Fujiwara, une courte lutte politique survient au sein du clan Fujiwara, à la suite de quoi Fujiwara no Kaneie le force à abdiquer et met son petit-fils Ichijō sur le trône.
Kazan était un poète de waka réputé, et durant son règne il donne à Fujiwara no Kintō la mission de compiler l'anthologie Shūishū.

### Pèlerinage de Bandō
Après avoir abdiqué, Kazan devient moine bouddhiste et se retire au temple du Gangyō-ji, aussi connu après ce temps comme Kazan-ji. Il effectue divers pèlerinages et « re-fonde » le pèlerinage de Kannon, ce pèlerinage ayant théoriquement été déjà fondé par un moine du nom de Tokudo Shonin (Certains historiens doutent toutefois que Kazan, avec sa santé mentale instable, n'aurait pas pu avoir fondé ce pèlerinage, laissant ainsi tout le crédit à Shonin). Ce pèlerinage consistait à voyager vers 33 endroits, situés dans les huit provinces de la région de Bandō. Kannon lui aurait dit, dans une vision, de visiter ces 33 sites pour être libéré de la souffrance.
Le premier site de ce pèlerinage serait le Sugimoto-dera à Kamakura. Ce site est aussi le premier du pèlerinage de Kamakura.

### Maladie et mort
Selon de nombreux historiens, la santé mentale de Kazan, surtout vers la fin de sa vie, n'est pas brillante. De plus, la vie de moine aurait contribué à cette dégradation. Kazan meurt à l'âge de 40 ans.

Le kiri -- des emblèmes décoratifs de la famille de Hosokawa, y compris les empereurs de Hosokawa comme Kazan-tennō, doivent être trouvés au temple de Ryoan-ji.

Kazan mourut en 1008; et il est enterré parmi les "sept tombeaux impériaux" au temple de Ryoan-ji à Kyoto. Le monticule qui commémore l'empereur Kazan est aujourd'hui appelé « Kinugasa-yama ». L'endroit de l'enterrement d'Kazan aurait été tout à fait humble dans la période après que l'empereur soit mort. Ces tombeaux ont atteint leur état d'aujourd'hui après la restauration des sépulcres impériaux qui ont été commandés par l'empereur Meiji.

#### Kugyō
Le Kugyō (公卿) est un nom collectif pour les hommes les plus respectés du kuge, les fonctionnaires les plus puissants à la cour impérial, les ministres les plus importants en le daijō-kan.
Lors de le règne de Kazan, il y eut des ministres comme:
- Kampaku, Fujiwara no Yoritada, 924-989[7].
- Daijō-daijin, Fujiwara no Yoritada[7].
- Sadaijin, Fujiwara no Kaneie, 929-990[7].
- Nadaijin, Fujiwara no Yoshichika, 957-1008[7].

## Ères de son règne
Les années du règne de En'yū sont plus spécifiquement identifiées par plus d'une ère japonais ou nengō.
- Ère Eikan (983-985)
- Ère Kanna (985-986)